# روزنامه آساهی
روزنامه آساهی (به ژاپنی: 朝日新聞 Asahi Shimbun) یکی از ۵ روزنامه ملی ژاپن است. 
«آساهی شیمبون» روزنامه صبح ژاپن یکی از پنج روزنامه اصلی این کشور محسوب می‌شود و بعد از «یومیوری شیمبون» دومین روزنامه پرتیراژ جهان است. در ژوئن ۲۰۱۰ این روزنامه در نوبت صبحگاهی با تیراژ ۷,۹۶ میلیون نسخه و در نوبت عصرگاهی با تیراژ ۳.۱ میلیون نسخه به چاپ رسید تا رکورد جهانی را برجا بگذارد و به‌عنوان دومین روزنامه پرتیراژ جهان معرفی شود. کمپانی اصلی که مدیریت این روزنامه را در اختیار دارد با همین نام فعالیت می‌کند و دفتر مرکزی آن در شهر توکیوی ژاپن واقع شده است. با وجود این «آساهی شیمبون» در شهرهای مختلف ژاپن و حتی برخی کشورهای دیگر هم شعبه دارد تا هر صبح به دست مخاطبان برسد.

## تاریخچه
«آساهی شیمبون» که یکی از قدیمی‌ترین و بزرگ‌ترین روزنامه‌های ملی ژاپن محسوب می‌شود نخستین بار در تاریخ ۲۵ ژانویه ۱۸۷۹ در شهر اوساکا منتشر شد و آن زمان یک کاغذ چاپ شده در قطع کوچک بود که تنها چهار صفحه داشت و هر کپی از آن به قیمت یک‌صدم ین به فروش می‌رسید. تیراژ این روزنامه در بدو ورود سه هزار نسخه بود و سه خبرنگار به تنهایی همه مطالب آن را جمع‌آوری می‌کردند. در سال ۱۸۸۱ میلدی آساهی توانست به‌دنبال کسب محبوبیت نزد مخاطبان، چند سرمایه‌گذار را جذب کند و سپس دولت ژاپن نیز به این مجموعه کمک مالی کرد و «اوئنو ریچی» یکی از بنیانگذاران روزنامه مدیریت آن را در دست گرفت. موفقیت‌های این روزنامه همچنان ادامه یافت تا سرانجام توانست در دیگر شهرهای ژاپن هم به چاپ برسد و سرانجام به دومین روزنامه پرتیراژ جهان تبدیل شود.
«آساهی شیمبون» در زمینه رسوایی‌های سیاسی بزرگ سابقه بسیار طولانی دارد و نسبت به همتایان محافظه‌کار خود بسیار جلوتر حرکت می‌کند. این روزنامه که به حزب چپ ژاپن وابسته است، قانون اساسی پس از جنگ این کشور را بشدت مورد پشتیبانی قرار می‌دهد و مخالف سیاست تدافعی شخصی در کشور ژاپن است.
روزنامه «آساهی شیمبون» که هم‌اکنون ده‌ها نشریه، شبکه تلویزیونی و ایستگاه رادیویی را در زیرمجموعه خود قرار داده‌است تفکرات لیبرالیسم را در کشور ژاپن پیش می‌برد و همچنان توانسته‌است با تیراژ بالا حضور خود را در این کشور حفظ کند. 

## فعالیت دومین روزنامه پرتیراژ جهان در ایران
سال 1976 دفتر آساهی در تهران گشایش یافت و طی مدت 42 سال، 17 رئیس دفتر در تهران داشته است.
چندی پیش سفیرایران در ژاپن به دفتر این روزنامه رفت و در دیدار با “ماساتاکا واتاتابه ” رئیس روزنامه آساهی پیشاپیش 140 امین سالگرد تاسیس روزنامه آساهی را تبریک گفت.
“ماساتاکا واتاتابه ” در این دیدار تصویر روزنامه آساهی که تحولات انقلاب را منعکس می کرد را به مرتضی رحمانی موحد نشان داد و بیان داشت که تلاش داریم واقعیات‌های ایران را به مردم ژاپن منعکس کنیم. ایران کشوری مهم با تاریخ طولانی در جهان هست که مورد احترام مردم ژاپن قرار دارد.
کمپانی اصلی که مدیریت این روزنامه را در اختیار دارد با همین نام فعالیت می‌کند و دفتر مرکزی آن در شهر توکیوی ژاپن واقع شده است. با وجود این «آساهی شیمبون» در شهرهای مختلف ژاپن و حتی برخی کشورهای دیگر هم شعبه دارد تا هر صبح به دست مخاطبان برسد.
آساهی که یکی از قدیمی‌ترین و بزرگ ترین روزنامه‌های ملی ژاپن است در لغت، خورشید صبح معنا می‌شود ونخستین بار در تاریخ 25 ژانویه 1879 در شهر اوساکا منتشر شد . آن زمان یک کاغذ چاپ شده در قطع کوچک بود که تنها چهار صفحه داشت و هر کپی از آن به قیمت یک‌صدم ین به فروش می‌رسید.
تیراژ این روزنامه در بدو ورود سه هزار نسخه بود و سه خبرنگار به تنهایی همه مطالب آن را جمع‌آوری می‌کردند. در سال 1881 میلادی آساهی توانست به‌دنبال کسب محبوبیت نزد مخاطبان، چند سرمایه‌گذار را جذب کند و سپس دولت ژاپن نیز به این مجموعه کمک مالی کرد و «اوئنو ریچی» یکی از بنیانگذاران روزنامه مدیریت آن را در دست گرفت.
موفقیت‌های این روزنامه همچنان ادامه یافت تا سرانجام توانست در دیگر شهرهای ژاپن هم به چاپ برسد و سرانجام به دومین روزنامه پرتیراژ جهان تبدیل شود.
آساهی شیمبون در زمینه رسوایی‌های سیاسی بزرگ سابقه بسیار طولانی دارد و نسبت به همتایان محافظه‌کار خود بسیار جلوتر حرکت می‌کند.
روزنامه «آساهی شیمبون» که هم‌اکنون ده‌ها نشریه، شبکه تلویزیونی و ایستگاه رادیویی را در زیرمجموعه خود قرار داده است تفکرات لیبرالیسم را در کشور ژاپن پیش می‌برد و همچنان توانسته است با تیراژ بالا حضور خود را در این کشور حفظ کند.
آساهی شیمبون به لحاظ کادر قوی سیاسی‌اش شهره است به گونه‌ای که حتی این روزنامه می‌تواند بر انتخاب نخست وزیر ژاپن نیز تاثیر بگذارد. این روزنامه در عین نفوذی که در میان مردم و مقامات دولتی دارد به عنوان روزنامه‌ای پیشرو دارای دیدگاه‌های آزاد منشانه و روشنفکرانه شناخته می‌شود. 

## همکاری ایرنا با روزنامه‌ی آساهی
در هفتم تیرماه۱۳۹۶، محمد خدادی و یونجی ناکایا در جریان گفت‌وگوهای خود، خاطر نشان کردند که بیش از هرچیز مهم است که طرفین بر تبادل مستقیم خبری و رسانه‌ای متمرکز شوند. آن‌ها به این توافق رسیدند که با توجه به قابلیت‌های بالای رسانه‌ای که دو کشور دارند تا حد امکان به صورت مستقیم از منابع خبری یکدیگر بدون واسطه بهره‌مند شوند.
در همین حال مدیر عامل ایرنا تاكید ورزید كه ایرنا با توجه به سوابق طولانی كه در امور خبری و رسانه ای دارد می خواهد در بخش های ابتكاری و نوین رسانه ای نیز با آساهی همكاری داشته باشد.
دو طرف به‌ویژه در این ملاقات روی تبادل تصاویر و عكس های خبری و برپایی برنامه های رسانه‌ای تاكید كرده و افزودند كه این همكاری می تواند برای توسعه فعالیت‌های رسانه‌ای هر دو كشور مفید فایده باشد.
ضرورت تبادل مستقیم اخبار از منابع موثق و همكاری در موضوعات سیاسی و اقتصادی و فرهنگی برای شناخت بهتر طرفین و تبادلات اطلاعات صحیح با استفاده از همه ظرفیت‌ها از مواردی بود كه خدادی در این دیدار مورد توجه قرار داد.
مدیر آساهی نیز گفت كه با توجه به حضور خبرنگار این روزنامه در ایران برای همكاری بین رسانه‌ای دو طرف و تبادل اطلاعات و بخصوص عكس و تصاویر خبری فرصت‌های فراوانی وجود دارد.
در این دیدار طرفین راه‌های گسترش همكاری رسانه‌ای و تبادل اطلاعات و عكس و راه‌های جدید مشاركت رسانه‌ای و خبری را مورد بحث و بررسی قرار دادند.
«محمد خدادی» مدیر عامل ایرنا و «ماساكی فوكویوما» (Masaki Fukoyama) همتای ژاپنی وی در توكیو نیز روز گذشته قراردادی امضا كردند تا مناسبات و همكاری‌های دو خبرگزاری هر چه بیشتر گسترش یابد.
دو طرف در جریان امضای این تفاهم نامه كه در 12 بند تنظیم شده با ابراز تمایل نسبت به افزایش ارتباط همكاری بین خبرگزاری‌های ژاپن و ایران، خواستار گسترش مناسبات دوجانبه و استفاده از تجارب یكدیگر شدند.
طرفین همچنین به اهمیت نقش رسانه‌ها در امر اطلاع رسانی صحیح اشاره و یادآور شدند كه با هم افزایی و همچنین استفاده از نقاط قوت خود در مناطق مختلف خبری جهان، زمینه‌های كار طرف مقابل را تقویت كنند.
همكاری در پروژه های مشترک، برگزاری نمایشگاه های عكس مشترک در دو كشور و ارائه خدمات خبری به یكدیگر در چارچوب مشخص و تعریف شده از دیگر بندهای در نظر گرفته شده در این تفاهم نامه می باشد.
محمد خدادی، مدیرعامل ایرنا به دعوت «ماساكی فوكویاما» به توكیو سفر كرده بود.
وی همچنین بر اساس دعوت دولت چین امروز چهارشنبه در دومین اجلاس سازمان‌های غیردولتی سیكا (كنفرانس تعامل و اعتمادسازی آسیا) شركت كرد. 

## شرح نوع تجارت
```
تجارت محتوایی با استفاده از روزنامه‌ها و رسانه‌های دیجیتال ، فعالیت‌های رویدادی مانند نمایشگاه‌ها ، تجارت املاک و مستغلات 
```